# Pirogallolo
Il pirogallolo (chiamato anche acido pirogallico, anche se nella sua struttura non sono presenti gruppi carbossilici) è un fenolo. Si può ottenere per denaturazione di tannini idrolizzabili portati ad elevate temperature.
A temperatura ambiente si presenta come un solido incolore dall'odore tenue caratteristico. È un composto nocivo citotossico, pericoloso per l'ambiente.
Trova impiego in fotografia come rivelatore.
Il pirogallolo è in grado di inibire l'enzima COMT, dando come effetto iperstimolazione adrenergica.